# Ramularia hellebori
Ramularia hellebori är en svampart som beskrevs av Fuckel 1870. Ramularia hellebori ingår i släktet Ramularia och familjen Mycosphaerellaceae.   Inga underarter finns listade i Catalogue of Life.